# Nesophlebia adusta
Nesophlebia adusta is een haft uit de familie Leptophlebiidae. De wetenschappelijke naam van de soort is voor het eerst geldig gepubliceerd in 1964 door Peters & Edmunds.
De soort komt voor in het Afrotropisch gebied.